# Obroczna (potok)
Obroczna – potok, dopływ Lepietnicy. Jest ciekiem 4 rzędu o długości 6,479 km. Wypływa na wysokości około 705 m w miejscowości Pyzówka w województwie małopolskim, w powiecie nowotarskim, w gminie Nowy Targ. Spływa przez tereny tej miejscowości w kierunku północno-wschodnim, po czym zataczając łuk zmienia kierunek na południowo-zachodni, przepływa przez osadę Obroczna, miejscowość Morawczyna i pomiędzy zabudowaniami wsi Lasek i Krauszów na wysokości 613 m uchodzi do Lepietnicy jako jej prawy dopływ.
Średni spadek potoku wynosi 14 m/km. Obroczna posiada kilka dopływów. Największe z nich to potoki Ogrodzonka i Gąsiorówka. Zlewnia Obrocznej i jej dopływów znajduje się na Kotlinie Nowotarskiej, częściowo obejmując także południowe stoki wzniesień Beskidu Orawsko-Podhalańskiego. Potok ma charakter nizinnego, o niewielkim spadku i krętym korycie.